# Пять озёр Фудзи
Пять озёр Фудзи (яп. 富士五湖, Фудзи-гоко) — группа из пяти озёр, расположенных у подножия вулкана Фудзияма на высоте около 1000 метров над уровнем моря в гористой местности префектуры Яманаси. Это место считается одним из лучших для обозревания горы Фудзи и пользуется популярностью среди тех, кто хочет взойти на её вершину.

## Район Пяти озёр
Это популярное место для туристических поездок и развлечений. В этом районе расположен парк развлечений Fujikyu Highlands, где установлены «американские горки» Фудзияма — одни из самых высоких в мире.
В число Пяти озёр входят следующие озёра: Яманака (山中湖), Кавагути (河口湖), Сай (西湖), Сёдзи (精進湖) и Мотосу (本栖湖). Самое большое озеро — озеро Кавагути; самое маленькое — Сёдзи; самый высокий уровень воды — у озера Яманака; самое глубокое — озеро Мотосу.
Озёра были образованы около 60—50 тыс. лет назад посредством потоков лавы, которые застыв, перекрыли русла местных рек. При этом три озера — Саё, Сёдзи и Мотосу, — до сих пор соединены друг с другом подземными каналами и имеют одинаковый уровень поверхности — 901 м над уровнем моря. Все озёра пресные.
Главный город региона — Фудзиёсида (富士吉田市). Рядом с ним на озере Кавагути находится одноимённый посёлок (малый город) Фудзикавагутико (河口湖町). В этих двух городах есть станции железнодорожной линии Фудзикю. Среди жителей, чтобы добраться до Пяти озёр, пользуются популярностью местные автобусы.

## Озеро Яманака
Характеристики:
- площадь — 6,4 км²,
- окружность — 13 км,
- глубина — 13 м,
- высота — 981 м.

Самое восточное из пяти озёр. Третье самое высокогорное озеро Японии. Популярное место для игры в теннис, гольф, а также для сёрфинга и кемпинга. Зимой — популярное место для катания на коньках.
У восточного берега озера расположена деревня Хирано, где летом собираются энтузиасты большого тенниса. В деревне более 1300 теннисных кортов.

## Озеро Кавагути
Характеристики:
- площадь — 5,6 км²,
- окружность — 21 км,
- глубина — макс. 14,6 м,
- высота — 831 м.

Самое большое из пяти озёр. Расположено в центре региона, и так как до него проще всего добраться, оно привлекает толпы туристов, приезжающих отдохнуть и полюбоваться на гору Фудзи. В результате вокруг озера образовалась сеть отелей и развлекательных центров. Это единственное озеро среди других, у которого есть остров, а с моста «Кавагути-ко Охаси» открывается красивый вид на озеро.
Способы развлечения тут безграничны: катание на лодках и яхтах, сёрфинг, рыбалка, катание на велосипедах вдоль берега, купание в горячих источниках, катание на катерах в виде лебедей.
Захватывающий вид на гору Фудзи привлекает множество фотографов и художников, которые особенно весной стремятся запечатлеть «Сакаса-фудзи» — отражение горы в водной глади озера обрамлённое цветущей сакурой. С середины июня по конец июля посетители могут любоваться пурпурными цветами лаванды в парках «Ягисаки» и «Оиси», где проводятся фестивали цветов.

## Озеро Сай
Окружность — 10,5 км.
Третье по глубине озеро, расположено в километре от Кавагути. Оно не сильно облагорожено цивилизацией из-за того, что вид на гору Фудзи с этого озера заслоняют другие горы за исключением самого западного окончания озера. Поэтому в западной части озера Сай есть несколько смотровых площадок, оборудованных биноклями. Вокруг озера много кемпингов.
Озеро Сай также называют «озером женщин» из-за его небесно-голубой воды. Множество жителей приезжают на озеро покататься на сёрфинге, на водных лыжах, на лодках и пожить в кемпингах. Также озеро богата рыбой.
Вокруг озера и в нём самом происходят события японского кинофильма Легенда о динозавре 1977 года.

## Озеро Сёдзи

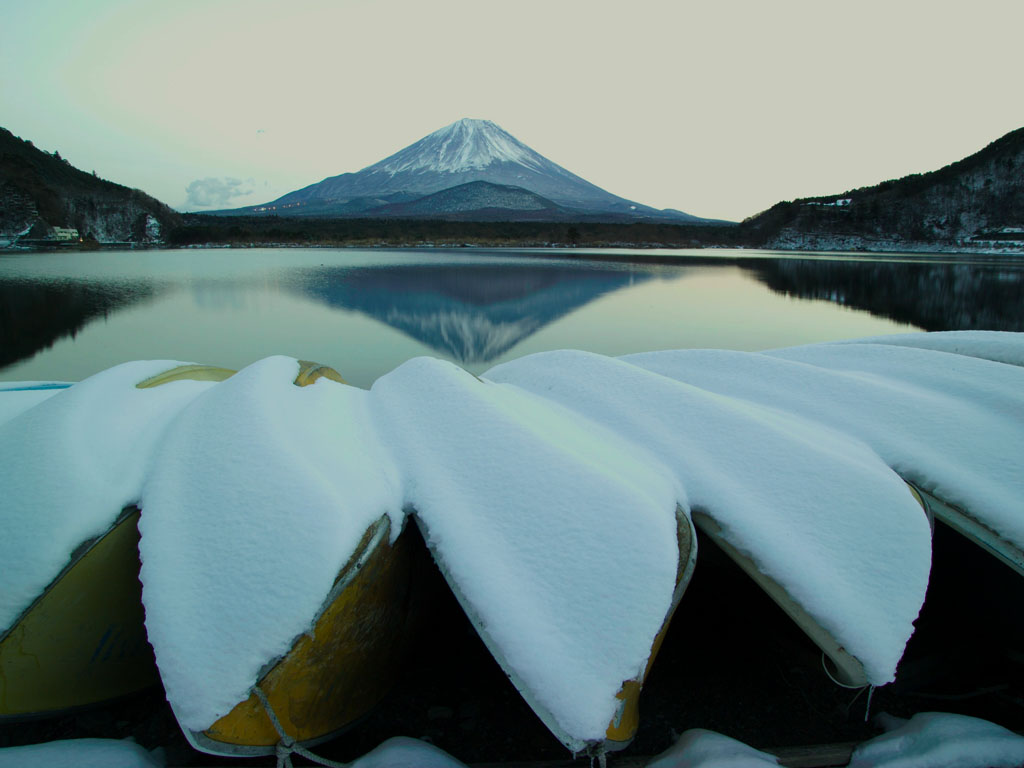
Вид на Фудзи с озера Сёдзи

Окружность — 2,5 км, средняя глубина — 3,7 м.
Самое маленькое из пяти озёр. Считается самым красивым из пяти. Расположено в пяти километрах от озера Сай. С него открываются чудные виды на гору Фудзи. Для этого установлена специальная смотровая платформа «Panoramadai» (яп. パノラマ台) на юго-западе озера, где оно граничит с озером Мотосу. При виде с данной платформы (высота 1345 метров) гора Фудзи отражается в глади озера. Хорошее место для рыбалки — как летней, так и зимней (подлёдной). Рядом с озером возвышается другая гора — Омуро (высота 1447 м).
Озёра Мотосу, Сай и Сёдзи образовались из-за того, что потоки лавы перекрыли более крупное озеро. Озёра соединены друг с другом подземными каналами.

## Озеро Мотосу
Окружность — 13 км, наибольшая глубина — 138 м.
Самое западное и самое глубокое озеро из пяти. Является девятым по глубине озером Японии. Знаменито своей исключительно чистой водой. Вода настолько тёплая, что озеро Мотосу единственное из пяти не замерзает зимой.
Изображение озера с видом на гору Фудзи раньше присутствовало на купюре достоинством в 5000 иен. После выпуска в 2005 году новых купюр, вид на гору Фудзи перекочевал на обратную сторону купюры достоинством в 1000 иен. У кромки озера эта точка отмечена специальной информационной табличкой, возле которой любят фотографироваться туристы, держа в руках купюру в 1000 иен.
На юг от озера располагается район ферм и пастбищ Фудзиганэ.
Ещё южнее возле дороги находится водопад Сираито-но-таки.